# Biscoito da Teixeira
O Biscoito da Teixeira ou Doce da Teixeira (por vezes, também designado bolo da Teixeira) é um doce típico português, de cor escura, moldado para que assuma uma forma retangular, e confecionado em forno a lenha. É preparado de forma artesanal, tendo um sabor intenso e característico, devido ao uso de limão. Conserva-se facilmente à temperatura ambiente.
Vende-se um pouco por todo o norte de Portugal, com particular incidência na região do Douro, sendo comum nas feiras, festividades e romarias religiosas, especialmente na época de verão.
A sua origem histórica não se encontra bem definida, sendo certo que já há registos da sua presença em romarias do séc. XIX, tendo a receita sido passada de geração em geração e de romaria em romaria. Sabe-se, no entanto, que é oriundo da localidade portuguesa com o mesmo nome, freguesia da Teixeira, concelho de Baião.
Em de 22 de novembro de 2008, foi inaugurado no lugar da ordem na freguesia da Teixeira um espaço de promoção e divulgação do mesmo.

## Ingredientes
O Biscoito da Teixeira é feito à base de farinha, açúcar, limão, sal e fermento, e o respetivo segredo de família, depois de misturados, os ingredientes são levados a cozer em forno de lenha.

### Configuração
Nalgumas configurações mais tradicionais, o doce da Teixeira assume dimensões de cerca de 15 por 25 centímetros, com dois orifícios marcados na face de cima, na disposição de um oito deitado. Pauta-se pela sua textura fofa e pelo seu paladar levemente adocicado.

### Variantes
Conhecem-se duas variantes da receita do biscoito da Teixeira, pelo menos no que respeita ao sabor e coloração. Numa dessas variantes, a massa destaca-se pela sua coloração mais esbranquiçada e sobressai pelo seu sabor a limão. 
Ao passo que a outra variante, por sinal, de massa com coloração mais amarelada, além dos ingredientes base, já acima elencados, leva também ovos e canela.